# Symphysa adelalis
Symphysa adelalis är en fjärilsart som beskrevs av William Dunham Kearfott 1903. Symphysa adelalis ingår i släktet Symphysa och familjen Crambidae. Inga underarter finns listade i Catalogue of Life.